# Район імені Поліни Осипенко
Район імені Полі́ни Осипе́нко (рос. Район имени Полины Осипенко) — муніципальний район у складі Хабаровського краю Російської Федерації.
Адміністративний центр — село імені Поліни Осипенко.

## Історія
Район утворений 1926 року як Кербінський. 1939 року перейменований в сучасну назву на честь радянської льотчиці українського походження, Героя Радянського Союзу, Поліни Осипенко.

## Населення
Населення — 4320 осіб (2019; 5189 в 2010, 6568 у 2002).

## Адміністративний поділ
Район адміністративно поділяється на 5 сільських поселень:
| Поселення                                | Площа, км² | Населення, осіб (2002) | Населення, осіб (2010) | Населення, осіб (2019) | Центр                 | Населені пункти |
| ---------------------------------------- | ---------- | ---------------------- | ---------------------- | ---------------------- | --------------------- | --------------- |
| Бріаканське сільське поселення           | 21,53      | 1768                   | 1396                   | 1165                   | Бріакан               | 3               |
| Владимировське сільське поселення        | 5,58       | 266                    | 252                    | 259                    | Владимировка          | 2               |
| Сільське поселення імені Поліни Осипенко | 29,72      | 2554                   | 2252                   | 1942                   | імені Поліни Осипенко | 1               |
| Удинське сільське поселення              | 2,18       | 129                    | 92                     | 89                     | Удинськ               | 1               |
| Херпучинське сільське поселення          | 25,08      | 1675                   | 1200                   | 864                    | Херпучі               | 3               |
| міжселенна територія                     | 25,08      | 176                    | 6                      | 1                      | -                     | 6               |

## Найбільші населені пункти
| № | Місто                 | Населення, осіб (2002) | Населення, осіб (2010) |
| - | --------------------- | ---------------------- | ---------------------- |
| 1 | імені Поліни Осипенко | 2554                   | 2252                   |
| 2 | Бріакан               | 1450                   | 1173                   |
| 3 | Херпучі               | 895                    | 628                    |
| 4 | Оглонгі               | 705                    | 530                    |
| 5 | Владимировка          | 265                    | 251                    |